# Actaletes calcarius
Actaletes calcarius is een springstaartensoort uit de familie van de Actaletidae. De wetenschappelijke naam van de soort is voor het eerst geldig gepubliceerd in 1962 door Bellinger.